# Paixão Afonso
Paixão Afonso ( 2 de janeiro de 1991), é um velejador angolano.  Participou nos Jogos Olímpicos de Verão 2016 junto com Matias Montinho no qual competiu na categoria classe 470 masculino, ficando classificado em 26º posição. 